# Golfo de Shelikhov

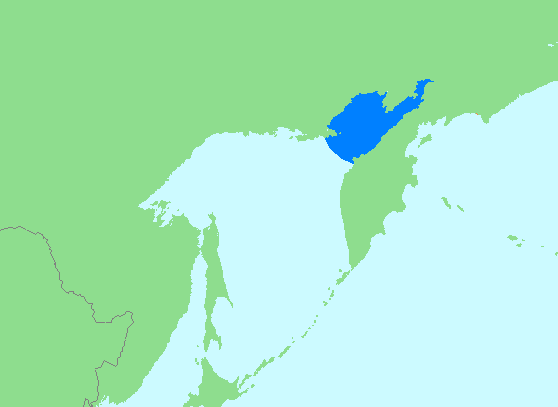
Localização do golfo de Shelikhov

O golfo de Shelikhov (ou Shelikov) (em russo:  залив Шелихова; zaliv Sjelichova) é um grande golfo na parte norte do mar de Ocótsqui, que separa a parte continental da Rússia da península de Camecháteca. Tem dois braços principais: a baía de Guiziguin, a oeste, e a baía de Penjin, a leste.
Este golfo deve o seu nome ao explorador e comerciante russo Grigory Shelikhov, que foi quem fundou em 1784 o primeiro povoado russo na América (na ilha Kodiak, à época no Alasca russo).  

## Geografia
Tem um comprimento de 650 km, largura média de 130 km (entre o cabo Tolstoi e o cabo Khoezkhny), largura máxima de 300 km e  profundidade máxima de 350 m.
As águas do golfo permanecem congeladas entre dezembro e maio. No golfo há amplas marés, alcançando-se na baía do Penzhina o valor mais alto de todo o Pacífico (12,9 m).

## Referência
- Este artigo foi inicialmente traduzido, total ou parcialmente, do artigo da Wikipédia em castelhano cujo título é «Golfo de Shelijov».